# João Asen Zaccaria
João Asen Zaccaria ou Asanes Zaccaria (em italiano: Giovanni Asano Zaccaria; m. 1469) foi um filho bastardo do último príncipe da Acaia, Centurião II (r. 1404–1430). De 1446 em diante, foi mantido preso no Castelo de Clemutsi pelo déspota da Moreia bizantino Tomás Paleólogo. Em 1453, contudo, conseguiu escapar e tomou vantagem da ampla revolta contra os déspotas moreotas para tomar o castelo de Etos, reclamando o título de seu pai.
Em 1454, enfrentou as forças combinadas do déspota Tomás e seus aliados turcos sob Turacã Bei, sendo forçado a abandonar o castelo e fugir para a fortaleza veneziana de Modon. De lá partiu para a Itália. Relatadamente esteve em Gênova em 1459 e de 1464 até sua morte em 1469 residiu em Roma.